# Heineken Trophy 1998
Die Heineken Trophy 1998 waren ein Tennisturnier der WTA Tour 1998 für Damen und ein Tennisturnier der ATP Tour 1998 für Herren in Rosmalen in der Gemeinde ’s-Hertogenbosch und fanden zeitgleich vom 15. bis 21. Juni 1998 statt.

## Herrenturnier
→ Hauptartikel: Heineken Trophy 1998/Herren
→ Qualifikation: Heineken Trophy 1998/Herren/Qualifikation

## Damenturnier
→ Hauptartikel: Heineken Trophy 1998/Damen
→ Qualifikation: Heineken Trophy 1998/Damen/Qualifikation